# Pablo Larrazábal
Artikeln följer den spanska namnseden; faderns efternamn är Larrazábal och moderns efternamn Corominas.

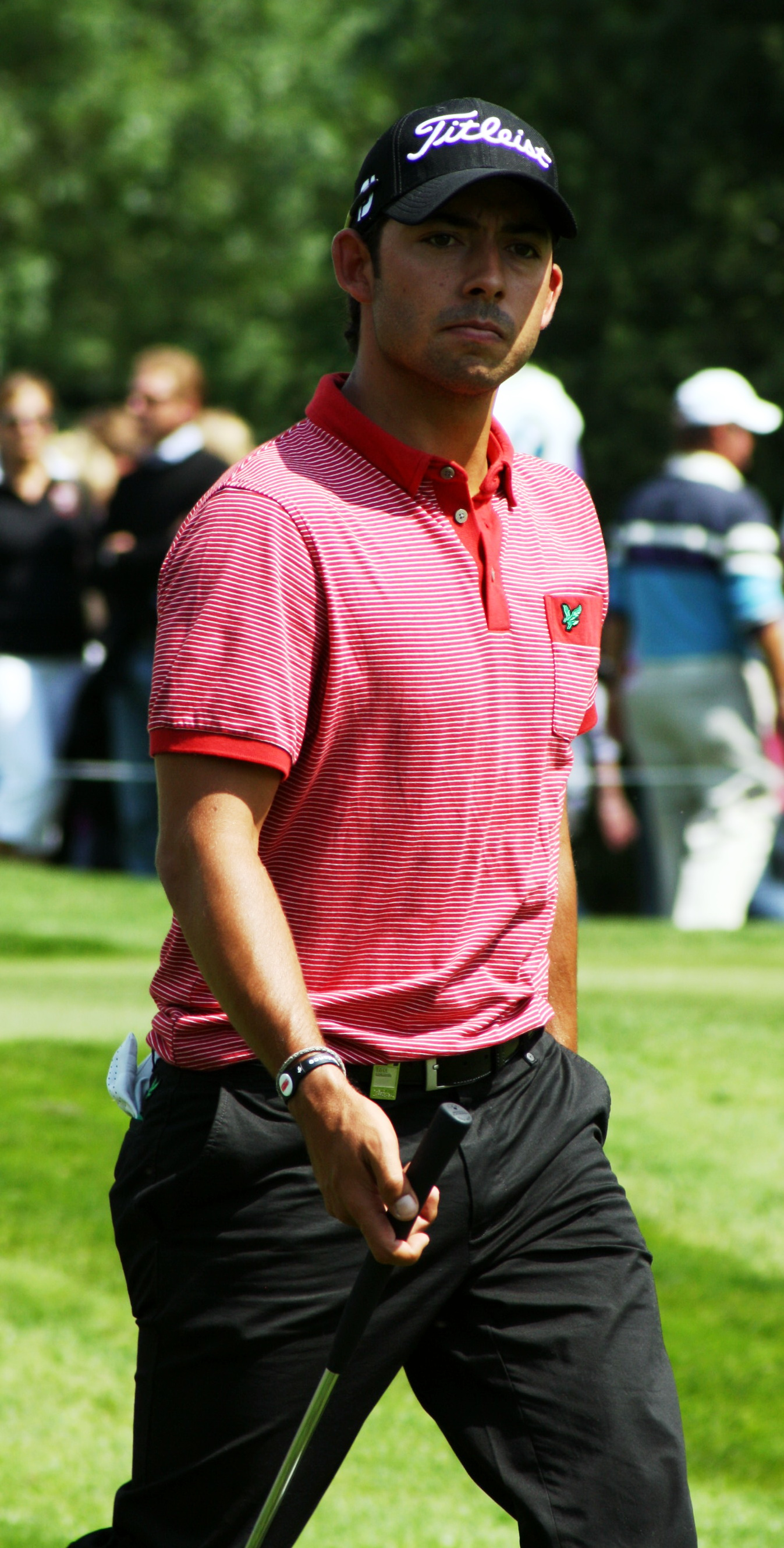
Pablo Larrazábal, 2011.

Pablo Larrazábal Corominas, född 15 maj 1983 i Barcelona, är en spansk professionell golfspelare som spelar på PGA European Tour. Han har tidigare spelat på Challenge Tour och för Liv Golf.
Larrazábal har vunnit sju European-vinster och en Challenge-vinst. Hans bästa presentation i majortävlingar är en delad 30:plats vid 2011 års The Open Championship. Larrazábal har också deltagit i en deltävling i Liv Golf Invitational Series 2022 och slutade på en delad 13:e plats och erhöll 360 000 amerikanska dollar i prispengar.